# ウィリアム・ライト

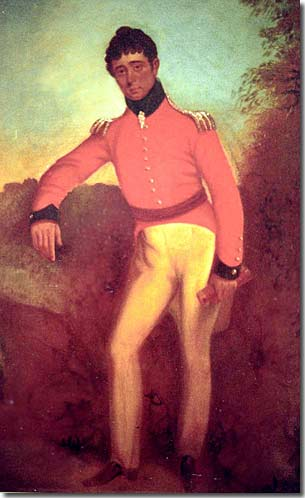
ウィリアム・ライト

Sicilian Scenery, 1823

ウィリアム・ライト（William Light、1786年4月27日 - 1839年10月6日）はイギリス人技術将校で、最終の階級は大佐。ケダ王国のクアラ・ケダー（現在はマレーシア領）に生まれ、ペナン州で育った。イギリスの南オーストラリア入植地アデレードを建設したことで知られる。アデレードに残る彼の銅像は、アデレード中心部に向けて立っている。またその周囲には、さらに多くの記念碑が加えられている。
父親はペナン総督のフランシス・ライト、母マルチナの長男として生まれた混血児。軍人を志し、イベリア半島戦争には騎兵隊士官として従軍する。そのときの任務は敵陣の偵察で、陣の評価を担当していた。戦争後はリッチモンド公爵と内縁者との間にできた娘と婚約するが、結婚にいたらなかった。その後はエジプト軍の傭兵として砲撃指揮官に就任している。
1836年、50歳になるときまでに財産を失い、失業中の身になるほか、結核をわずらう。アデレードにかかわるのはつまり、晩年の3ヵ年だけである。
アデレードでの計画は、四周を囲い、辺にあたる部分にコモンや防災側帯を設けている。こうした例は、イギリス初期のプランテーション計画にもみられる。しかしライトが活躍した時期には入植地拡大にしたがい入植地の市街地に建て詰まりが起き、そのためライトは計画に際し、公共レクリエーションのための公園緑地帯を設定している。アデレードの街をトレンス川で分割し、全体を緑の帯で囲み、農村の土地分割計画を周辺地帯へと広がらせた。

Sicilian Scenery, 1823

緑地帯をレクリエーションに利用するという観念は、トーマス・モンゴメリーのアジリア計画や、1830年「オーストラリアの友」を創刊したトーマス・ジョン・マスレンが既に取り上げてはいた。公園という観念も、1832年には公共散策路の設置に関する議会特別委員会が設置されているが、その後法制化のめどが立っていなかった。しかし、ライトが築いた南オーストラリアの基盤は、1840年代から急激に成長し、その結果としてトレンスシステムという土地登録手法が開発され、外国の土地利用法制に影響を与えていく。
結局ライトは、初代総督として赴任したジョン・ハインドマーシュと計画をめぐり見解の相違で辞任、ハインドマーシュも本国へ召還されてしまう。
ライトはその他、原住民保護団体のメンバーとしても活動している。ほかの植民地でも解放奴隷に替わる契約労働者のための「保護者協会」が設置されていた時期と重なる。